# أبولودورس الأثيني
أبولودورس الأثيني (باليونانية: Ἀπολλόδωρος ὁ Ἀθηναῖος) هو مؤرخ ولغوي يوناني من القرن الثاني قبل الميلاد، ولد في حوالي 180 ق.م وتوفي في حوالي سنة 120 ق.م، يعتبر ابن الطبيب أسكليبياديس وقد تلقى تعليمه من قبل ديوجانس البابلي وبانتيوس وأرسطرخس الساموقراطي، عاش في الإسكندرية حتى سنة 147 ق.م ثم إنتقل إلى بيرغامون ثم إستقر في أثينا ونُسب لها. أرخ هذا الكاتب تاريخ سقوط طروادة ونقل أعمال إراتوستينس عن سقوط طروادة، كما تكلم عن المعتقدات اليونانية القديمة في كتابه الذي حمل عنوان المكتبة.